# RoH 월드 헤비웨이트 챔피언십

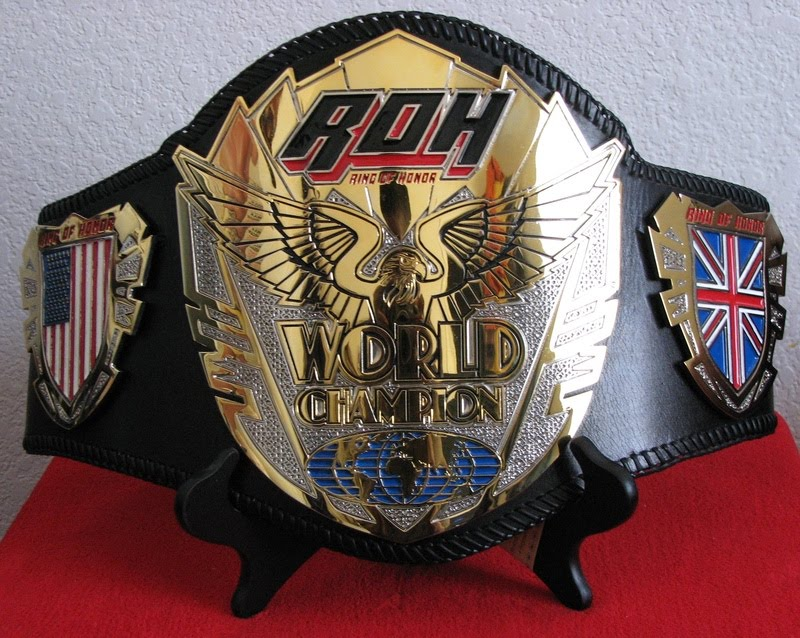
ROH 월드 헤비웨이트 챔피언십 벨트

RoH 월드 헤비웨이트 챔피언십(ROH World Championship)은 RoH 월드 챔피언 타이틀이다.

## 역사
RoH 월드 헤비급 챔피언십의 역사는 2002년 7월 27일부터 시작한다. 로우키가 4자간 60분 철인경기에서 승리하면서 초대 챔피언에 등극한다. 2006년 8월 12일 나이젤 맥기니스와 브라이언 다니엘슨의 경기를 통해 RoH 월드 퓨어 챔피언십이 통합된다.

## 기록들
- 초대 챔피언 : 로우 키 (카발)
- 최장수 챔피언 : 사모아 죠 (645일)
- 최단 기간 챔피언 : 제임스 깁슨 (제이미 노블) (36일)
- 최다 챔피언 : 애덤 콜 (3회)

## 역대 챔피언
- 로우 키 (카발) (초대 챔피언)
- 제비어
- 사모아 조
- 오스틴 에리스
- CM 펑크
- 제임스 깁슨 (제이미 노블)
- 브라이언 다니엘슨 (다니엘 브라이언)
- 호미사이드
- 타케시 모리시마
- 나이젤 맥기니스 (데스먼드 울프)
- 제리 린
- 타일러 블랙 (세스 롤린스)
- 로데릭 스트롱
- 에디 에드워즈
- 데이비 리쳐즈
- 케빈 스틴
- 제이 브리스코
- 애덤 콜
- 마이클 엘긴
- 카일 오라일리
- 크리스토퍼 다니엘스
- 코디 로즈
- 달콘 캐슬
- 맷 테이븐
- 루슈
- PCO
- 반디도
- 조나단 그레샴
- 클라우디오 카스타뇰리 (현 챔피언)
- 크리스 제리코

## 같이 보기
- 트리플 크라운 챔피언십
- WWE 챔피언십
- WWE 유니버셜 챔피언십
- 월드 헤비웨이트 챔피언십 (WWE, 2023)
- 월드 헤비웨이트 챔피언십 (WWE, 2002~2013)
- WWE NXT 챔피언십
- WCW 월드 헤비웨이트 챔피언십
- AEW 월드 챔피언십
- ECW 월드 헤비웨이트 챔피언십
- TNA 월드 챔피언십
- GFW 글로벌 챔피언십